# Dzéta
A dzéta (Ζ ζ) a görög ábécé hatodik betűje.
A ζ betűhöz kapcsolódó fogalmak:
- A Zéta magyar Gárdonyi Géza által a görög betű nevéből alkotott férfinév.
- A zéta potenciál, a titrimetria egyik alapja.